# 菲永河畔圣阿芒
菲永河畔圣阿芒（法語：Saint-Amand-sur-Fion，法語發音：[sɛ̃.t‿amɑ̃ syʁ fjɔ̃]）是法国马恩省的一个市镇，位于该省东南部，属于维特里勒弗朗索瓦区。

## 地理
菲永河畔圣阿芒（48°48'38"N, 4°36'33"E）面积28.4 平方千米，位于法国大東部大區马恩省，该省份为法国东北部内陆省份，北起阿登省，西北接埃纳省，西南接塞纳-马恩省，南至奥布省，东南接上马恩省，东临默兹省。
与菲永河畔圣阿芒接壤的市镇（或旧市镇、城区）包括：欧奈莱特尔、马恩河畔拉绍塞、穆瓦夫尔河畔当皮埃尔、香槟地区利斯、穆瓦夫尔河畔圣让、香槟地区圣吕米耶、苏朗日、瓦诺勒沙泰勒。
菲永河畔圣阿芒的时区为UTC+01:00、UTC+02:00（夏令时）。

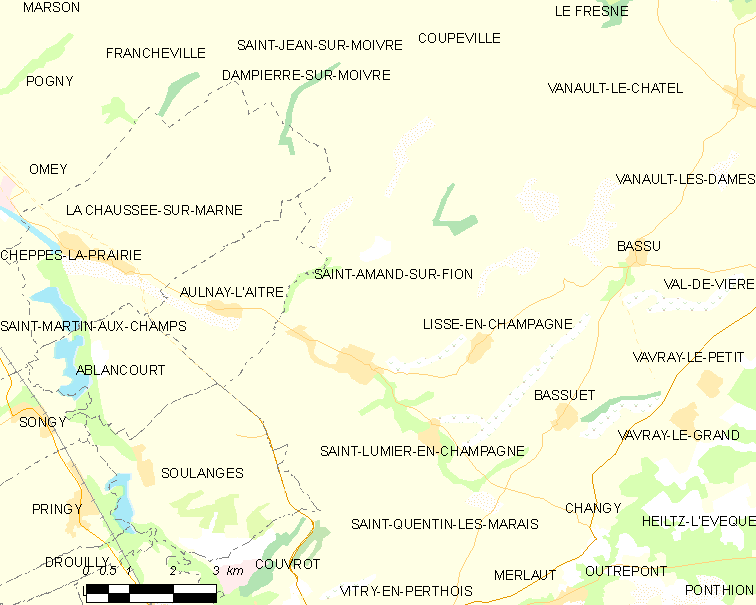
菲永河畔圣阿芒的OSM定位图

## 行政
菲永河畔圣阿芒的邮政编码为51300，INSEE市镇编码为51472。

## 政治
菲永河畔圣阿芒所属的省级选区为塞迈兹莱班县。

## 人口

1962-2008年间菲永河畔圣阿芒人口变化图示

菲永河畔圣阿芒于2022年1月1日时的人口数量为1018人。